# Grusonverken

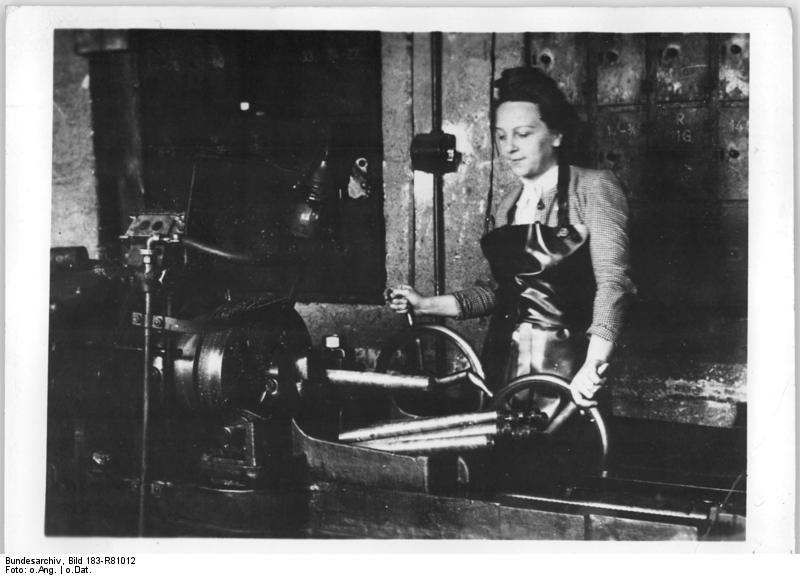
En industriarbetare vid Grusonverken.

Grusonverken var ett järnverk i Buckau invid Magdeburg, som från 1893 tillhörde firman Friedrich Krupp i Essen, och senare uppgick i Schwermaschinenbau-Kombinat „Ernst Thälmann“.
Grusonverken grundades av Hermann Gruson 1855, som ledde järnverkets utveckling fram till 1891. Efter att ursprungligen varit ett mindre skeppsvarv med gjuteri, utvidgades Grusonverken tack vare Grusons driftighet till ett stort järnverk med flera tusen arbetare och med de flesta europeiska stater som kunder. Grusonverkens specialitet var kokillhärdat Grusonstål, och tillverkningen har omfattat kranar, järnvägsmateriel, artilleripjäser och -projektiler, pansar, pansarlavetter med mera.